# Hofheim am Taunus
Hofheim am Taunus è un comune tedesco di 40 371 abitanti situato nel land dell'Assia.
Nel quartiere di Langenhain si trova il Tempio ‘madre’ per l’Europa della Fede bahai

## Storia
In epoca romana fu insediamento militare di un'unità ausiliaria a partire dalla fine del I secolo a.C. sotto la dinastia dei Flavi, al termine delle campagne germaniche di Domiziano degli anni 83-85.

## Amministrazione

### Gemellaggi
Hofheim è gemellata con:
- Chinon, Francia dal 1967
- Tiverton (Devon), Inghilterra dal 1980
- Buccino, Italia dal 1980
- Pruszcz Gdański, Polonia dal 2012